# Giljak (Schiff, 1898)
Giljak (russisch Гиляк) war der Name eines seegehenden Kanonenbootes der Kaiserlich Russischen Marine. 1898 in Dienst gestellt, wurde es 1904 im Russisch-Japanischen Krieg versenkt, im Folgejahr von Japan gehoben und anschließend verschrottet. Der Name des Bootes entspricht der Mandschu-Bezeichnung giljami eines auf Sachalin und im Gebiet der Amur-Mündung lebenden Volkes, die mit der russischen Endung /-jak/ erweitert wurde.

## Projekt und Bau
Die Kaiserlich Russische Marine setzte Kanonenboote im Fernen Osten vorrangig im Stationsdienst und zur Durchführung diplomatischer Missionen ein. Dabei wurden oft Häfen besucht, die an flachen Flussläufen lagen. Der Befehlshaber des Pazifikgeschwaders, Konteradmiral Pawel Petrowitsch Tyrtow (Павел Петрович Тыртов) formulierte in einer Meldung vom 25. Mai 1892 die Anforderungen an ein derartiges Boot. Der Tiefgang sollte nicht über 2,7 m liegen, die Höchstgeschwindigkeit nicht unter 12 Knoten, die Verdrängung bei ungefähr 750 t. Panzerung und Bewaffnung sollten sich nach dem hauptsächlichen Einsatzzweck, dem Kampf gegen Landstreitkräfte, richten. Tyrtow forderte vier 12,0-cm-Kanonen, vier 4,7- oder 3,7-cm-Kanonen und eine Landungskanone mit dem Kaliber 6,5 cm. Die Panzerung sah er als unwesentlich an. Auf ein Rigg wurde von vornherein verzichtet, stattdessen war ein Stahlmast mit einem Mars vorgesehen, von dem aus Fluss und Ufer beobachtet werden konnten.
Auf Grundlage der Forderungen Tyrtows wurde ein Projekt erstellt und dem Marinetechnischen Komitee zur Begutachtung vorgelegt. Allerdings erhielt das Marineministerium im April 1894 Kenntnis über neue amerikanische Kanonenboote, die speziell für die Kriegführung auf Flüssen konstruiert worden waren. Daraufhin wurde festgelegt, einen neuen Entwurf für das Projekt zu erstellen und dabei die Entwürfe der amerikanischen Kanonenboote als Grundlage zu nutzen. Im November 1895 wurde der Entwurf der Admiralität vorgelegt.
Der Bauauftrag wurde an die Neue Admiralitätswerft in Sankt Petersburg vergeben. Die feierliche Kiellegung, bei der das Boot auch seinen Namen erhielt, fand am 30. April 1896 statt. Nach kurzer Zeit kamen die Bauarbeiten wegen Problemen mit der Lieferung der Kessel, die im Ausland beschafft wurde, zum Erliegen. Das Projekt für die Kesselanlage wurde erst am 19. Dezember 1896 bestätigt, die Kessel wurden von der Firma Belleville am 10. August des Folgejahres der Bauwerft geliefert und der Vertrag nachträglich am 6. September 1896 unterzeichnet. Am 23. September 1897 wurde die Giljak vom Stapel gelassen. Die Ausrüstungsarbeiten zogen sich fast noch ein ganzes Jahr hin.

## Erprobung
Die für Oktober 1898 vorgesehene Standerprobung wurde gestrichen und das noch am Ausrüstungskai liegende Boot am 10. Oktober 1898 in Dienst gestellt. Am 14. Oktober wurde das Boot nach Kronstadt überführt. Bei der Abnahmefahrt nach Reval zeigte sich, dass das Boot im Rammsporn stark leckte. Daher wurde das Boot nach Rückkehr in das Kronstädter Dock überführt. Am 2. Dezember kam das Boot nach Abschluss der Arbeiten aus dem Dock, die vorgesehene Probefahrt nach Reval wurde jedoch wegen der schwierigen Eisverhältnisse im Finnischen Meerbusen gestrichen, stattdessen wurde die Standerprobung zunächst in Kronstadt durchgeführt.
Am 20. Mai 1899 wurde die Giljak in die selbstständige Abteilung der Baltischen Flotte eingegliedert und begann mit der Seeerprobung. Am 1. Juni gelang es während einer sechsstündigen Abnahmefahrt nicht, die Vertragsgeschwindigkeit zu erreichen. Als gefährlich wurde eine Kränkung von 6,5° bei Wendemanövern mit einer Geschwindigkeit von 11 Knoten eingeschätzt. Von der Bootsführung wurde gefordert, den schweren Mars abzubauen. Nach einer Serie von Versuchsfahrten bei ruhiger See wurde beschlossen, den Mast vorerst zu belassen, aber vor der Entsendung in den Fernen Osten weitere Probefahrten bei rauer See durchzuführen. Weitere am 19. Juni bei ruhiger See durchgeführten Erprobungen zeigten positive Ergebnisse, so dass die Mastkonstruktion vorerst belassen wurde.

## Konstruktion
Die Längs- und Querspanten bestanden aus Winkeleisen und Blech mit einer Stärke von 4,7 bis 6,35 mm und waren mit aufgenieteten Blechen der Stärke 6,35 bis 7,93 mm beplankt. Die Längs- und Querschotten hatten eine Stärke von 4,7 bis 6,53 mm, die in der Nähe der Maschinen- und Kesselanlage eine Stärke von 12,7 mm. Das Hauptdeck und der Brückenaufbau bestanden aus Stahlblech, das Backdeck aus Holz. Über dem Maschinenraum war das Hauptdeck zusätzlich mit 12,7 mm starken Panzerplatten belegt. Der Ausguck war mit zwei Lagen Stahlblech mit einer Stärke von 9,5 mm beplankt. Das Boot hat eine weit nach hinten gezogene Back und achtern einen schmalen Aufbau, die ihm sein charakteristisches Aussehen verliehen.
Zur Verbesserung der Manövrierfähigkeit hatte das Schiff zwei Ruder. Auf der vorderen und der achteren Brücke waren je zwei Steuerräder vorhanden, je ein weiteres im Rumpf und im Ausguck. Auf einen Maschinentelegrafen wurde verzichtet, stattdessen wurde ein Sprachrohr eingebaut.
Ein weiteres Charakteristikum des Bootes war der Gefechtsmars mit einem Gewicht von 20 t, der einen Gefechtsstand und Ausguck trug.
Im Ergebnis einer Ausschreibung, an der sich fünf Firmen beteiligten, wurde der Auftrag am 12. April 1896 für die Maschinenanlage an die Firma Crayton in Abo im damals mit Russland durch Personalunion verbundenen Großfürstentum Finnland vergeben. Die Anlage bestand aus zwei Dreifach-Verbunddampfmaschinen mit einer Leistung von mindestens 1000 PS und sechs Belleville-Wasserrohrkesseln.

## Einsatz

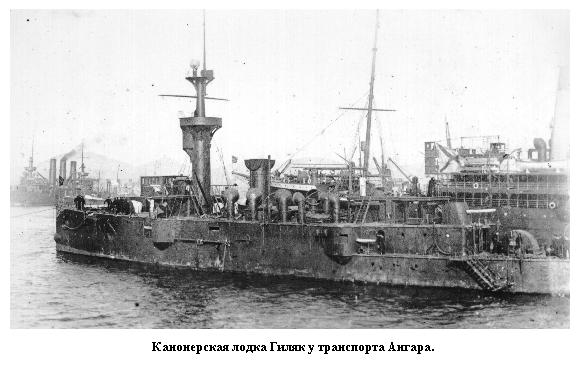
Kanonenboot Giljak im Hafen von Port Arthur, 1902

Am 4. September 1899 verließ die Giljak Kronstadt in Richtung Pazifik. Der Befehlshaber der selbständigen Mittelmeer-Abteilung wurde beauftragt, eine vollständige Inspektion des Schiffes durchzuführen und es so rechtzeitig in den Fernen Osten zu entsenden, dass es den Indischen Ozean während der ruhigsten Zeit des Jahres durchquerte. Am 13. September wurden während der Überfahrt in Libau die vom Marinetechnischen Komitee vorgeschriebenen Erprobungen bei rauer See durchgeführt. Da das Ergebnis zufriedenstellend war, setzte das Boot die Fahrt in Richtung Pazifik am 19. September fort.
Während der Überfahrt traten Probleme mit dem Wasserentsalzungssystem der Maschinenanlage auf. Eine Inspektion in Piräus ergab, dass mechanische Teile zu schwach ausgelegt waren und nach zweiunddreißigtägiger Überfahrt alle Schraubenmuttern nachgezogen werden mussten. Insgesamt wurde das Boot jedoch als einsatzbereit deklariert. Am 31. Dezember 1899 verließ die Giljak Piräus und traf am 31. Mai 1900 in Port Arthur ein. Auf dem Marsch hatte sie als erstes russisches Kriegsschiff Häfen am Persischen Golf angelaufen und führte im Februar einen Besuch beim Emir von Kuwait, Mubarak as-Sabah durch, der sich im Vorjahr durch einen Vertrag mit den Briten für weitgehend selbstständig erklärt hatte.
Im Jahr 1900 nahm das Boot mit einem multinationalen Geschwader an der Niederschlagung des Boxeraufstandes in China teil. Am 4. Juni beschoss die Giljak mit anderen Booten (der britischen Algerine, der deutschen Iltis, der russischen Bobr, der französischen Lion und der russischen Korejez) die Taku-Forts. Das Gefecht dauerte mehr als fünf Stunden und wurde auf kurze Entfernung geführt. Die Giljak erlitt die schwersten Beschädigungen aller teilnehmenden Schiffe. Das Boot erhielt drei Treffer, einen davon unterhalb der Wasserlinie in die Munitionslast des vorderen 7,5-cm-Geschützes. Der Treffer führte zur teilweisen Explosion der Munition und einem Brand. Der Besatzung gelang es innerhalb von fünfzehn Minuten, das Feuer zu löschen und das Leck abzudichten. Währenddessen feuerten die Heckgeschütze des Bootes weiter. Insgesamt wurden 59 Mann der Besatzung getötet oder verwundet. Für die gezeigte Tapferkeit wurde das Boot mit dem silbernen St.-Georgs-Horn ausgezeichnet. Kommandant des Bootes war der spätere Admiral Michail Koronatowitsch Bachirew.
Die Giljak lief am 1. Januar aus Tschemulpo aus und verlegte nach Port Arthur, um dort anstelle des Kanonenbootes Korejez Stationsdienst zu versehen.

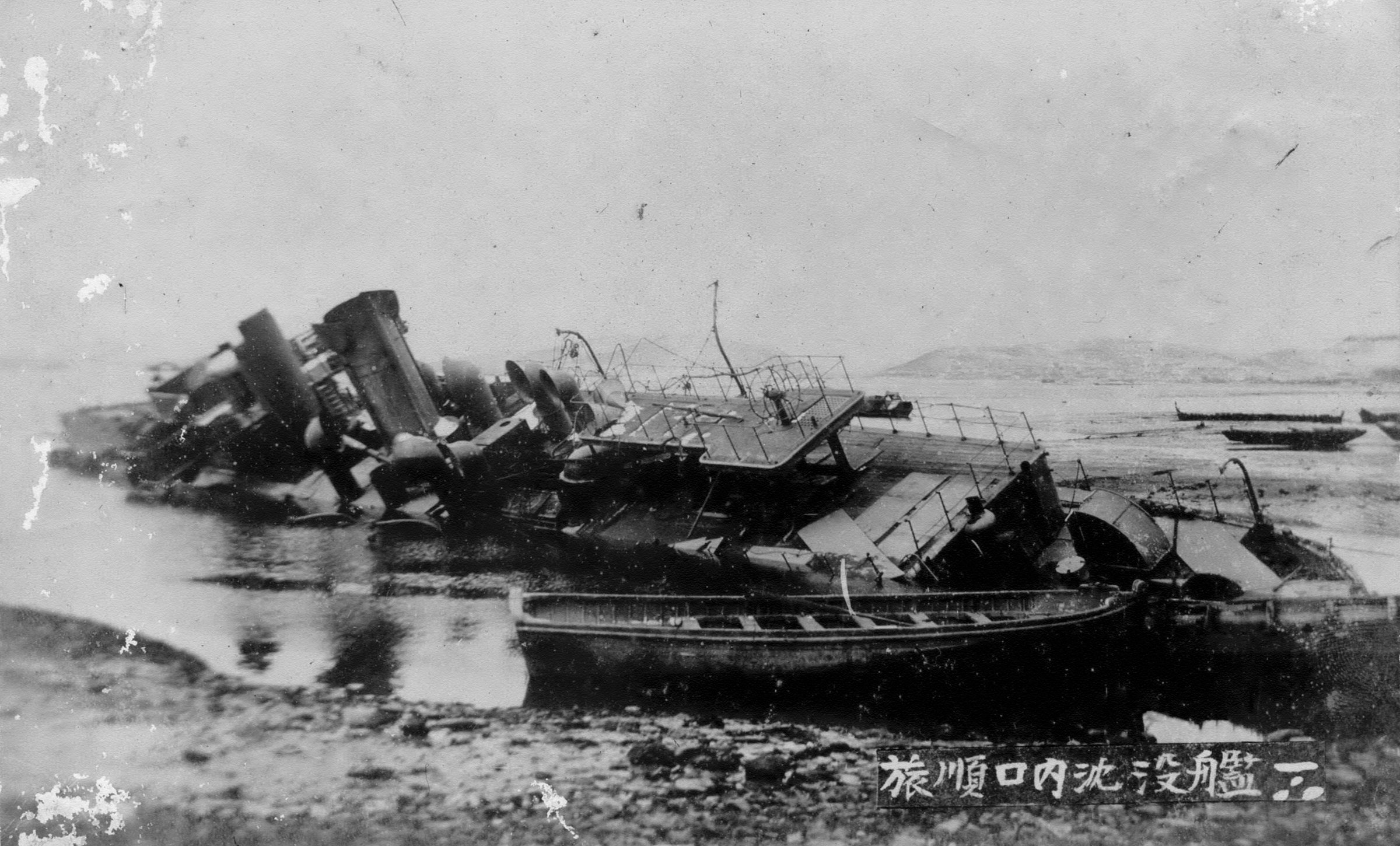
Kanonenboot Giljak nach der Versenkung im Hafen von Port Arthur, 1905

Am 10. Februar 1904 war die Giljak am Kampf mit den Hauptkräften der japanischen Flotte beteiligt. Da das eigene Feuer jedoch offensichtlich ergebnislos war, zog sich das Boot auf die innere Reede des Hafens zurück. Im weiteren Verlauf der Belagerung von Port Arthur wurde die Giljak zum Vorpostendienst auf der äußeren Reede, zum Kampf gegen angelandete japanische Truppen und zur Bekämpfung von Brandern eingesetzt. Am 1. November 1904 wurde das Boot entwaffnet, die Geschütze kamen in Verteidigungsstellungen an Land zum Einsatz. Am 25. des Monats wurde die Giljak von fünf japanischen 28-cm-Granaten getroffen und sank auf der inneren Reede. Vor der Kapitulation der Festung wurde das Boot teilweise gesprengt.
Nach Ende des Krieges wurde die Giljak von den Japanern gehoben und anschließend abgewrackt.